# 尼坦
尼坦（法語：Nitting，法語發音：[nitɛ̃]）是法国摩泽尔省的一个市镇，属于萨尔堡-萨兰堡区。

## 地理
尼坦（48°40'15"N, 7°1'47"E）面积8.86 平方千米，位于法国大東部大區摩泽尔省，该省份为法国东北部内陆省份，是洛林的一部分，西南接默尔特-摩泽尔省，东临下莱茵省，北与卢森堡和德国接壤。
与尼坦接壤的市镇（或旧市镇、城区）包括：阿布雷什维莱尔、阿尔特兹维莱、埃尔默朗日、埃斯、洛尔坎、梅泰里圣基兰、瓦斯佩尔维莱、瓦耶。
尼坦的时区为UTC+01:00、UTC+02:00（夏令时）。

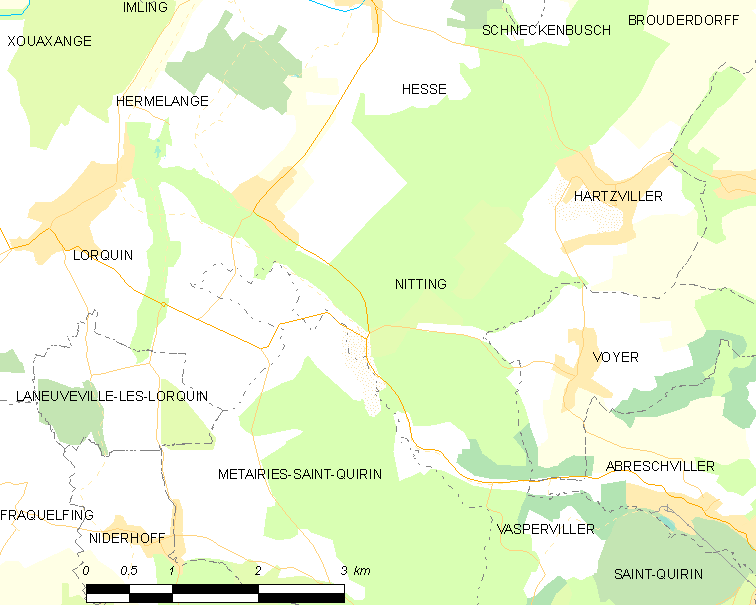
尼坦的OSM定位图

## 行政
尼坦的邮政编码为57790，INSEE市镇编码为57509。

## 政治
尼坦所属的省级选区为法尔斯堡县。

## 人口

1962-2008年间尼坦人口变化图示

尼坦于2022年1月1日时的人口数量为514人。